# Hans Storck (Dirigent)
Hans Storck (* 5. Juni 1912 in Hannover; † 2000) war ein deutscher Dirigent.

## Leben
Storck studierte von 1935 bis 1938 am Konservatorium in Hannover und von 1938 bis 1939 an der Musikhochschule in Sondershausen. Von 1939 bis 1944 hatte er sein erstes Engagement in Elbing. Ab 1944 diente Storck in der Wehrmacht und war im Anschluss bis 1949 in Kriegsgefangenschaft. Von 1949 bis 1950 nahm er eine Dirigentenstelle in Stendal, von 1950 bis 1953 in Schwerin an. 1953 und 1954 wirkte er als Musikdirektor in Stendal und von 1954 bis 1974 an den Bühnen der Stadt Zwickau. 1964 erhielt Stork den Robert-Schumann-Preis der Stadt Zwickau. 1987 verlieh ihm Zwickau die Ehrenbürgerwürde. 